# Spodiopsar
Spodiopsar is een geslacht van zangvogels uit de familie  spreeuwen (Sturnidae).

## Soorten
Het geslacht kent de volgende soorten:
- Spodiopsar cineraceus  –  Grijze spreeuw
- Spodiopsar sericeus  –  Zijdespreeuw